# Toszek
Toszek (Tost in tedesco) è un comune urbano-rurale polacco del distretto di Gliwice, nel voivodato della Slesia.
Ricopre una superficie di 98,53 km² e nel 2006 contava 10 366 abitanti.